# Agnostida
Agnostida é uma ordem de artrópodes pertencente à classe Trilobita. Estes pequenos trilobitas apareceram no final do Cambriano Inferior e extinguiram-se no Ordoviciano Superior.
Este grupo está dividido em duas subordens, Agnostina e Eodiscina, que por sua vez estão divididas em várias famílias (ver abaixo). Os membros da subordem Eodiscina têm uma morfologia típica das trilobites, com apenas 2 ou 3 segmentos no tórax; alguns são semelhantes às trilobites da ordem Ptychopariida.
Têm um pigídio que é semelhante em tamanho e forma ao cefalon, o que muitas vezes pode dificultar a distinção entre ambos.
Os apêndices são apenas conhecidos em um único género desta ordem, apresentando uma estrutura mais semelhante às patas dos crustáceos do que das trilobites. Por esta razão alguns taxonomistas questionam mesmo a colocação destes animais no grupo das trilobites. Outro ponto de vista refere que esta ordem representa a prim

eira linha a divergir das trilobites.

## classificação
Subordem Agnostina

- Superfamília Agnostoidea
  - Agnostidae
  - Ammagnostidae
  - Clavagnostidae
  - Diplagnostidae
  - Doryagnostidae
  - Glyptagnostidae
  - Metagnostidae
  - Peronopsidae
  - Ptychagnostidae
- Superfamília Condylopygoidea
  - Condylopygidae

Subordem Eodiscina

- Superfamília Eodiscoidea
  - Calodiscidae
  - Eodiscidae
  - Hebediscidae
  - Tsunyidiscidae
  - Weymouthiidae
  - Yukoniidae